# Orthotrichum sehlmeyeri
Orthotrichum sehlmeyeri là một loài rêu trong họ Orthotrichaceae. Loài này được Bruch ex Brid. mô tả khoa học đầu tiên năm 1827.